# Кисіль Іван
Іван Кисіль (псевдо.:«Ігор», «Орест»; нар. 1918, с. Забороль, нині Луцький район, Волинська область — пом. 30 серпня 1946, с. Нудиже, нині Любомльський район, Волинська область) — український військовик, поручник УПА, лицар Срібного хреста бойової заслуги УПА 2 класу (посмертно).

## Життєпис
Іван Кисіль народився 1918 року в селі Забороль, нині Луцький район, Волинська область. Був активним членом ОУН. З 1934 року культосвітній референт районного проводу у селі Забороль. Заарештований у 1938 році польською владою та засуджений до трьох років ув'язнення. Звільнений у вересні 1939 року. Влітку 1941 року Іван Кисіль вступає в Українську допоміжну поліцію. 
З літа 1943 року Іван Кисіль в УПА. У званні хорунжий УПА командує сотнею куреня ім. Б. Хмельницького УПА-Північ. З листопада 1943 року Іван Кисіль сотенний загону ім. Богуна ВО-1 «Заграва».
У 1943 році Іван Кисіль сотенний загону ім. Богуна ВО-1 «Заграва». У першій половині 1944 року Іван Кисіль сотенний загонів «Хвастівський» та «Котловина» ВО-3 «Турів». З грудня 1944 року Іван Кисіль був сотенним та командиром 5-ї бриґади «Пилявці» ім. Байди Західна ВО «Завихост». 
У червні-серпні 1946 року Іван Кисіль провідник Любомльського надрайону ОУНР. 9 липня 1946 року присвоєно звання поручник УПА.
Загинув у бою з оперативіною групою Заболоттівського РВ МВС поблизу села Нудиже Любомльського району Волинської області 30 серпня 1946 року (радянська версія), за іншою версією — 9 липня 1946 року,.

## Нагороди
Наказом Головного Військового Штабу / Головної Команди УПА ч.3/48 від 23 жовтня 1948 року Іван Кисіль нагороджений посмертно Срібним хрестом бойової заслуги УПА 2 класу.